# Arthur Keith
Arthur Keith (5 février 1866 - 7 janvier 1955) est un anatomiste et anthropologue britannique et un partisan du racisme scientifique. Il est membre puis professeur Hunterian et conservateur du Hunterian Museum du Collège royal de chirurgie,. Il est un fervent partisan de l'Homme de Piltdown, mais reconnait finalement qu'il s'agissait d'un faux peu de temps avant sa mort.

## Carrière
Figure de proue de l'étude des fossiles humains, il devient président de l'Institut royal d'anthropologie. Ce poste stimule son intérêt pour le sujet de l'évolution humaine, conduisant à la publication de son livre A New Theory of Human Evolution, dans lequel il soutient l'idée de la sélection de groupe.
Là où d'autres postulent que la séparation physique pouvait constituer une barrière au métissage, permettant aux groupes d'évoluer selon des lignes différentes, Keith introduit l'idée des différences culturelles comme fournissant une barrière mentale, mettant l'accent sur le comportement territorial, et le concept de « groupe » et 'hors groupe'. L'homme a évolué, affirme-t-il, par sa tendance à vivre dans de petites communautés concurrentes, une tendance qui est à la base déterminée par les différences raciales dans son « substrat génétique ». Écrivant juste après la Seconde Guerre mondiale, il met particulièrement l'accent sur les origines raciales de l'antisémitisme et, dans Une nouvelle théorie de l'évolution, il consacre un chapitre aux thèmes de l'antisémitisme et du sionisme dans lequel il soutient que les Juifs ont survécu en développant une communauté avec un sentiment de communauté fort entre les Juifs du monde entier basé sur des pratiques culturelles plutôt que sur la patrie, tout en appliquant le « double code » de telle manière que la persécution perçue renforce leur sentiment de supériorité et de cohésion.
Il est également célèbre pour avoir découvert le nœud sino-auriculaire, la composante du cœur qui le fait battre, avec son élève Martin Flack en 1906.

## Biographie
Il est né à Quarry Farm près de Old Machar dans l'Aberdeenshire, fils de John Keith, un fermier, et de sa femme, Jessie Macpherson. Il fait ses études au Gordon's College d'Aberdeen.
Il obtient un baccalauréat en médecine à l'Université d'Aberdeen en 1888. Il se rend au Siam lors d'un voyage d'extraction d'or en 1889 où il rassemble des plantes pour les jardins botaniques royaux de Kew à Londres en sa qualité d'assistant collecteur de plantes pour le Botanical Survey of the Malay Peninsula.
De retour en Grande-Bretagne en 1892, Keith étudie l'anatomie à l'University College de Londres et à l'Université d'Aberdeen. C'est à Aberdeen que Keith remporte le premier prix Struthers en 1893 pour sa démonstration des ligaments chez l'homme et d'autres singes. En 1894, il est nommé membre du Collège royal de chirurgie. En 1908, comme il le dit dans "Une nouvelle théorie de l'évolution", il est "chargé du vaste trésor de choses hébergées au Musée du Collège royal des chirurgiens", ce qui provoque un déplacement de son intérêt de l'anatomie vers la poursuite de « la machinerie de l'évolution humaine ».
Il étudie les crânes de primates et, en 1897, il publie An Introduction to the Study of Anthropoid Apes ainsi que Human Embryology and Morphology (1902), Ancient Types of Man (1911), The Antiquity of Man (1915), Concerning Man's Origins (1927) et A New Theory of Human Evolution (1948).
Keith est rédacteur en chef du Journal of Anatomy entre 1915 et 1936 et élu président de la Anatomical Society of Great Britain and Ireland de 1918 à 1920. Il prononce le discours présidentiel de 1927 (Darwin's Theory of Man's Descent As It Stands To-day) à la réunion de la British Science Association à Leeds. La même année, l'Université de Leeds lui décerne un doctorat honorifique.
Il est élu membre de la Royal Society en 1913. Il est anobli en 1921, et il publie Nouvelles Découvertes en 1931. En 1932, il participe à la fondation d'un institut de recherche à Downe, dans le Kent, où il travaille jusqu'à sa mort.
En 1899, il épouse Cecilia Caroline Gray (décédée en 1934). Ils n'ont pas d'enfants. Il est décédé à son domicile de Downe, dans le Kent, le 7 janvier 1955.

## Hypothèse européenne
Les anthropologues britanniques Keith et Grafton Elliot Smith sont partisans de l'origine européenne de l'humanité et s'opposent aux modèles d'origine asiatique et africaine.
En 1925, Raymond Dart annonce la découverte d'Australopithecus africanus, qui, selon lui, est la preuve d'un ancêtre humain précoce en Afrique. Les anthropologues britanniques de l'époque, qui croient fermement à l'hypothèse européenne, n'acceptent pas les découvertes en dehors de leur propre sol. Keith, par exemple, décrit "l'enfant de fléchettes" comme un singe juvénile et n'a rien à voir avec l'ascendance humaine,.

## Opinions raciales
En conjonction avec sa vision eurocentrique de l'évolution humaine en Europe comme étant distincte de l'Afrique, Keith partage des opinions scientifiques racistes avec un certain nombre d'autres intellectuels et écrivains au cours des années 1920, souvent basées sur le galtonisme et la conviction que l'opposition au croisement chez les animaux pourrait s'appliquer au métissage. En 1931, avec John Walter Gregory, il prononce la conférence annuelle du Conway Hall intitulée Race as a Political Factor .

## Canular de l'homme de Piltdown
Keith est un fervent soutien de l'Homme de Piltdown. Piltdown: A Scientific Forgery, écrit par l'anthropologue Frank Spencer après avoir terminé les recherches de Ian Langham (un historien des sciences australien qui soupçonne Keith et est mort en 1984), explore le lien entre Keith et Charles Dawson et suggère que c'est Keith qui a préparé les faux spécimens pour que Dawson les plante. Phillip Tobias détaille l'historique de l'enquête sur le canular, rejetant d'autres théories et énumérant les incohérences dans les déclarations et les actions de Keith. Des preuves plus récentes indiquent que Martin Hinton est le responsable  mais l'affaire reste ouverte.